# Josef Brechensbauer
Josef Brechensbauer (* 3. November 1867 in Komotau; † 9. September 1945 in Teplice-Šanov) war ein sudetendeutscher Pädagoge und Heimatforscher, der sich um die Förderung des Tourismus im Erzgebirge verdient gemacht hat. 

## Leben
Brechensbauer stammte aus einer Wiener Bürgerfamilie, die aus beruflichen Gründen an den Südrand des böhmischen Teils des Erzgebirges gezogen war. Nach dem Schulbesuch in seiner Heimatstadt begann er 1886 seine Laufbahn als Lehrer, 1913 wurde er zum Oberlehrer in Teplitz-Schönau befördert.
Von 1905 bis 1920 war er Schriftführer der in Teplitz-Schönau verlegten Erzgebirgs-Zeitung, gleichzeitig schrieb er als freier Mitarbeiter heimatgeschichtliche Beiträge für den Teplitz-Schönauer Anzeiger.
Nach dem Tod von Professor Bruno Berlet bearbeitete er gemeinsam mit dem Vorsitzenden im Presseausschuss des Erzgebirgsvereins, Paul Kabisch, die 11. Auflage des Wegweisers durch das Erzgebirge, Nordböhmen und Böhm. Mittelgebirge.
Er gilt als einer der geistigen Väter des längs über das Erzgebirge verlaufenden Kammweges, dessen Führer aus seiner Feder stammte und zur Standardliteratur für Erzgebirgswanderer bis zum Ende des Zweiten Weltkrieges wurde.
Er starb im September 1945 im Alter von 78 Jahren.

## Werke
- Bruno Berlet: Wegweiser durch das Erzgebirge, Nordböhmen und Böhm. Mittelgebirge, 11. Aufl. bearb. von P. Kabisch und Josef Brechensbauer, Annaberg 1908
- Aus der Vergangenheit der Stadt Töplitz-Schönau und ihrer Umgebung – ein Geschichtsbild, 1912
- Erzgebirgskammweg, Kaaden 1924
- Josef Brechensbauer, Eduard Wagner (Hrsg.): Gedenkschrift des Hauptverbandes deutscher Gebirgs- und Wandervereine in der Tschechoslowakischen Republik, Sitz Aussig aus Anlaß seines zehnjährigen Bestandes 1920–1930, Teplitz-Schönau 1930.
- Erzgebirgs-Kammweg-Führer, 3. Aufl., Annaberg, 1932